# Вулиця Героїв Сталінграда (Мелітополь)
Вулиця Героїв Сталінграда — вулиця в Мелітополі. Йде від проспекту 50-річчя Перемоги до вулиці Осипенко, а далі її продовженням слугує Елеваторний провулок.

## Назва
Вулиця названа на честь радянських солдат, учасників Сталінградської битви у Радянсько-німецькій війні.

## Історія
Вулиця виникла як вулиця Калініна в селі Червона Гірка.
17 червня 1929 року перейменована на Піонерську.
6 грудня 1982 року ділянка Піонерської вулиці від будинку № 109а до № 121 була перейменована на окрему вулицю Героїв Сталінграда.
В 2016 році в ході декомунізації вулиця Героїв Сталінграда зберегла свою назву, а от Піонерська вулиця була перейменована на вулицю Героїв Крут.